# 陳氏油鰻
陳氏油鰻，為輻鰭魚綱鰻鱺目糯鰻亞目蛇鰻科的其中一種。

## 分布
本魚分布於台灣西南海域。

## 特徵
本魚前鼻孔成管狀。體延長，圓柱狀。尾鰭柔軟，其鰭條明顯，胸鰭存在，鰓孔小。上下頜等長。齒圓錐狀，上下頜骨齒及鋤骨齒均為1列；前上頜骨齒5枚。背鰭起點約在肛門之後。體長為體高之47.2倍；尾長為頭與軀幹之1.7倍；頭長為吻長之4.5倍；吻長為眼徑之2.8倍；胸鰭為吻長的0.6倍。口裂延伸至眼後。鰓裂位於體側下方。

## 生態
本魚棲息在100至200公尺以內的泥質海底。

## 經濟利用
罕見，無經濟價值。